# Cabrera (ort i Colombia, Santander, lat 6,59, long -73,25)
Cabrera är en ort i Colombia.   Den ligger i departementet Santander, i den centrala delen av landet, 240 km norr om huvudstaden Bogotá. Cabrera ligger 985 meter över havet och antalet invånare är 363.
Terrängen runt Cabrera är kuperad åt sydost, men åt nordväst är den bergig. Runt Cabrera är det tätbefolkat, med 297 invånare per kvadratkilometer. Närmaste större samhälle är San Gil, 12,6 km öster om Cabrera. Omgivningarna runt Cabrera är en mosaik av jordbruksmark och naturlig växtlighet.